# Hymenasplenium hoffmannii
Hymenasplenium hoffmannii är en svartbräkenväxtart som först beskrevs av Georg Hans Emmo Wolfgang Hieronymus, och fick sitt nu gällande namn av L.Regalado och Prada. Hymenasplenium hoffmannii ingår i släktet Hymenasplenium och familjen Aspleniaceae. Inga underarter finns listade.